# Geonoma deversa
Geonoma deversa (Jatata) es una especie perteneciente a la familia de las arecáceas. 

## Distribución
Es originaria del centro y sur de América tropical donde se distribuye por Belice, Costa Rica, Honduras, Nicaragua, Panamá, guayana Francesa, Guyana, Surinam, Venezuela, Colombia, Ecuador, Perú, Bolivia y Brasil.

## Descripción
Es una de las palmas más ampliamente distribuidas en el neotrópico, se encuentra desde Centroamérica hasta el norte de Sudamérica, incluyendo toda la cuenca Amazónica. Es una palmera de hábito arbustivo, con varios tallos y hojas trifoliadas. forma grupos de numerosos individuos en el sotobosque.

## Taxonomía
Geonoma deversa fue descrita por Poit. Kunth y publicado en Enumeratio Plantarum Omnium Hucusque Cognitarum 3: 231. 1841.
Etimología
Geonoma: nombre genérico que deriva del griego y significa "colonos", probablemente refiriéndose a la agrupación, como forma de hábito de muchas especies.
deversa: epíteto
Sinonimia
- Gynestum deversum Poit., Mém. Mus. Hist. Nat. 9: 390 (1822).
- Geonoma paniculigera Mart., Hist. Nat. Palm. 2: 11 (1823).
- Geonoma desmarestii Mart. in A.D.d'Orbigny, Voy. Amér. Mér. 7(3): 23 (1843).
- Geonoma rectifolia Wallace, Palm Trees Amazon: 67 (1853).
- Geonoma demarastei Pritz., Icon. Bot. Index: 486 (1854), orth. var.
- Geonoma longipetiolata Oerst., Vidensk. Meddel. Naturhist. Foren. Kjøbenhavn 1858: 36 (1859).
- Geonoma flaccida H.Wendl. ex Spruce, J. Linn. Soc., Bot. 11: 108 (1869).
- Geonoma microspatha Spruce, J. Linn. Soc., Bot. 11: 108 (1869).
- Geonoma microspatha var. pacimonensis Spruce, J. Linn. Soc., Bot. 11: 116 (1869).
- Geonoma trijugata Barb.Rodr., Enum. Palm. Nov.: 12 (1875).
- Geonoma paniculigera var. cosmiophylla Trail, J. Bot. 14: 326 (1876).
- Geonoma paniculigera subvar. graminifolia Trail, J. Bot. 14: 327 (1876).
- Geonoma paniculigera var. microspatha (Spruce) Trail, J. Bot. 14: 327 (1876).
- Geonoma paniculigera var. papyracea Trail, J. Bot. 14: 326 (1876).
- Geonoma paniculigera var. graminifolia (Trail) Drude in C.F.P.von Martius & auct. suc. (eds.), Fl. Bras. 3(2): 485 (1882).
- Geonoma yauaperyensis Barb.Rodr., Contr. Jard. Bot. Rio de Janeiro 2: 88 (1902).
- Geonoma bartletii Dammer ex Burret, Bot. Jahrb. Syst. 63: 183 (1930).
- Geonoma leptostachys Burret, Notizbl. Bot. Gart. Berlin-Dahlem 10: 1014 (1930).
- Geonoma macropoda Burret, Notizbl. Bot. Gart. Berlin-Dahlem 10: 1015 (1930).
- Geonoma major Burret, Notizbl. Bot. Gart. Berlin-Dahlem 10: 1016 (1930).
- Geonoma tessmannii Burret, Bot. Jahrb. Syst. 63: 181 (1930).
- Geonoma killipii Burret, Notizbl. Bot. Gart. Berlin-Dahlem 11: 320 (1932).[2]

## Uso

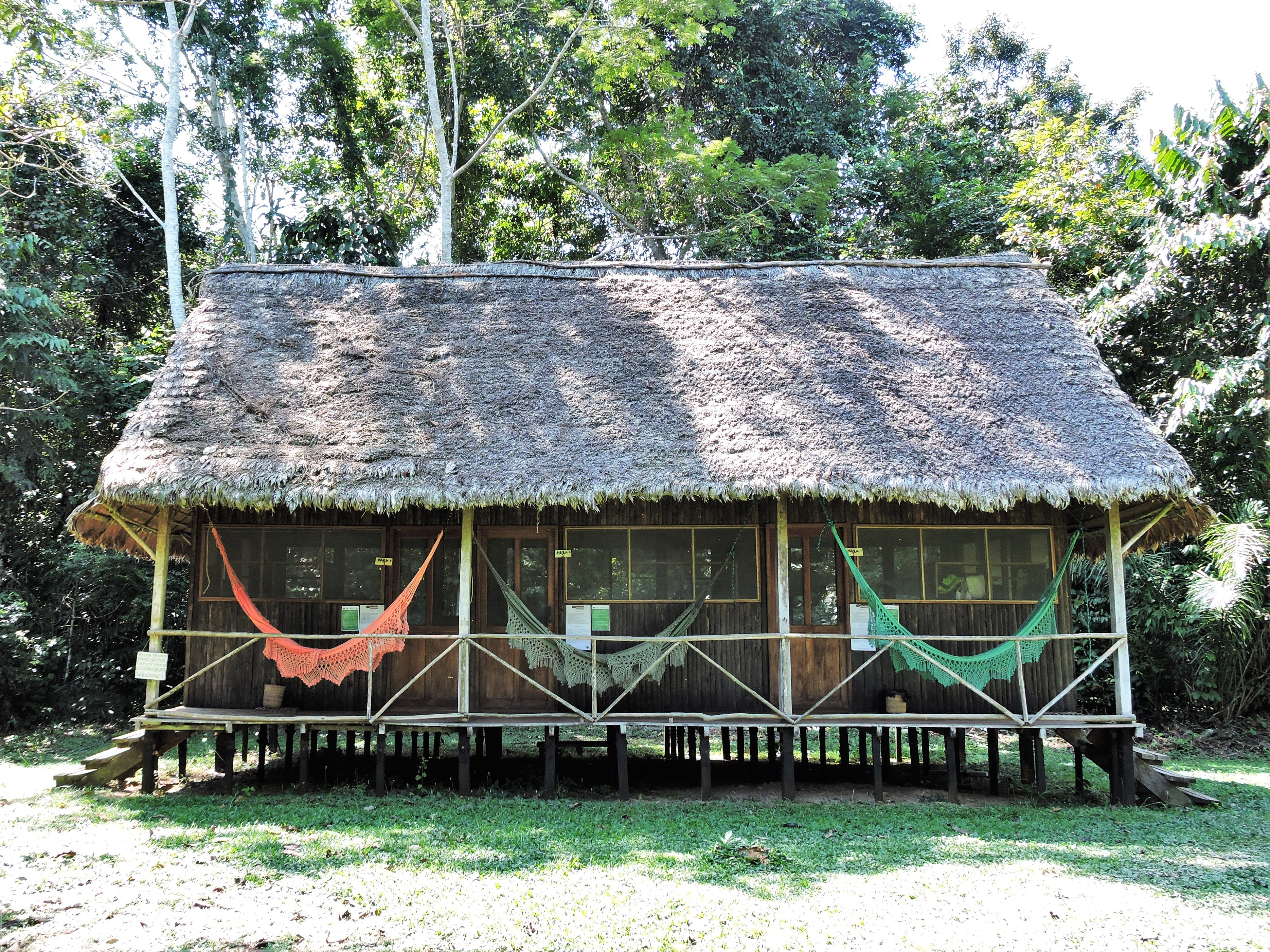
Techo de Jatata (Geonoma deversa). Parque nacional Madidi, Bolivia (Chalalán)

El principal uso que se da a esta especie es el techado de viviendas en lo cual se estima una duración de 3 a 5 años si los techados tienen una pendiente importante, también se puede ahumar las hojas antes de colocarlas (Galeano, 1992). La misma autora afirma que para este género toda la planta se usa para extraer sal (quemar, cocinar y filtrar).
La jatata se teje en paños de 1 a 3 m de longitud y se amarran en filas y columnas con una pendiente importante de modo que el agua escurra. De esta manera se incrementa la vida útil del material, el cual es además relativamente resistente al fuego, en comparación con techos construidos con hojas de otras palmeras.